# Премія Льобнера
Премія Льобнера — це щорічне змагання зі штучного інтелекту, яке присуджує призи комп'ютерним програмам, які судді вважають найбільш подібними до людини. Формат змагань — це стандартний тест Тьюрінга. У кожному раунді суддя одночасно проводить текстові розмови з комп'ютерною програмою та людиною через комп'ютер. На основі відповідей суддя повинен вирішити, хто з них хто.
Конкурс був започаткований в 1990 році Х'ю Льобнером спільно з Кембридзьким центром поведінкових досліджень, штат Массачусетс, США. З 2014 року його організовує AISB у парку Блетчлі. Він також був пов'язаний з Університетом Фліндерса, Дартмутським коледжем, Науковим музеєм у Лондоні, Університетом Редінга та Університетом Ольстера.
У 2019 році формат змагань змінився. Колегії суддів більше не буде. Натомість чат-ботів буде оцінювати громадськість.

## Премія
Перша премія складала 2 тисячі доларів, її було присуджено за найбільш людську програму на конкурсі. Приз становив 3000 доларів у 2005 році.
Крім того, є дві одноразові премії, які ніколи не присуджувались. 25 000 доларів пропонується за першу програму, яку судді не можуть відрізнити від справжньої людини і яка може переконати суддів, що людина — це комп'ютерна програма. 100 000 доларів — винагорода за першу програму, яку судді не можуть відрізнити від справжньої людини в тесті Тьюрінга, який включає розшифровку та розуміння тексту, візуального та слухового введення. Як тільки це буде досягнуто, щорічний конкурс закінчиться.

## Правила та обмеження конкуренції
Правила змінювались протягом багатьох років, і на ранніх змаганнях проводились обмежені розмови в тесті Тьюрінга, але з 1995 року дискусія була необмеженою. Щодо трьох записів у 2007 році Роберта Медекша, Ноя Дункана та Ролло Карпентера, було використано кілька основних «скринінгових питань» для оцінки стану технології. Сюди входили прості запитання про час, який раунд змагання тощо; також запитання, що демонструють пам'ять для попередніх частин тієї ж розмови. Усі іменники, прикметники та дієслова походять зі словника, придатного для дітей або підлітків віком до 12 років.

## Критика
Експерти в цій галузі часто зневажають премію з різних причин. Багато хто розглядає її як рекламний трюк. Взаємодія між суддями та учасниками змагань спочатку була дуже короткою, наприклад, фактично 2,5 хвилини опитування, що дозволяло лише кілька запитань.
У звітах про щорічні змагання часто плутають імітаційний тест з інтелектом, типовим прикладом чого є вступ до статті Брайана Крістіана "Розум проти машини" в The Atlantic, березень 2011 року, в якому йдеться про те, що "в гонці за створення комп'ютерів, які можуть мислити, як люди, полігоном для випробувань є тест Тюрінга".